# Rhopalothrix

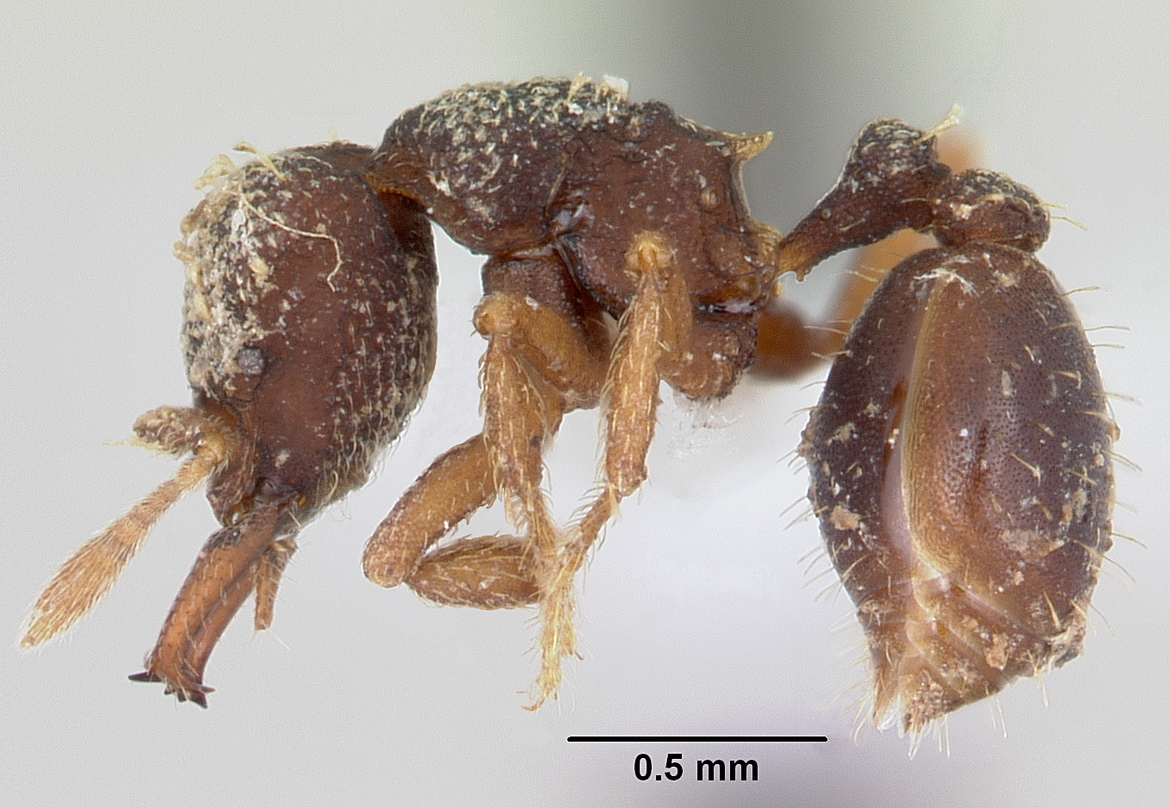
Муравей Rhopalothrix ciliata

Rhopalothrix (лат.) (от др.-греч. ῥοπαλο- +θρίξ «булавововидная щетина») — род муравьёв трибы Attini из подсемейства мирмицины (ранее в составе Basicerotini). Австралия, Юго-Восточная Азия, Южная Америка. Около 15 видов.

## Описание
Мелкие земляные муравьи коричневого цвета. Тело покрыто многочисленными волосками разнообразной (булавовидной, чешуевидной) формы. Заднегрудка с проподеальными шипиками. Усики короткие, у самок и рабочих 7-члениковые, булава 2-члениковая  (у самцов усики состоят из 13 сегментов). Жвалы рабочих с 6—12 зубцами. Нижнечелюстные щупики 1-члениковые, нижнегубные щупики состоят из 2 сегментов. Голени средних и задних ног без апикальных шпор. Стебелёк между грудкой и брюшком состоит из двух сегментов (петиоль + постпетиоль).

## Систематика
Около 15 видов. Rhopalothrix принадлежит к кладе из нескольких близких родов: Basiceros, Octostruma  Forel 1912, Protalaridris Brown, 1980, Eurhopalothrix и Talaridris  Weber, 1941. До недавнего времени клада трактовалась как триба Basicerotini, впервые выделенная в 1949 году американским мирмекологом Уильямом Брауном (Brown, 1949). Недавнее молекулярно-генетическое исследование мирмициновых муравьёв (Ward et al. 2015) привело к реклассификации всего подсемейства Myrmicinae, и включению родов этой клады (трибы) в состав трибы Attini, принимаемой в расширенном объёме. При этом все роды этой клады (или бывшей трибы Basicerotini) были выделены в неформальную монофилетическую группу родов «Basiceros genus-group». В составе этой группы род Rhopalothrix рассматривается сестринским в кладе ((Rhopalothrix+Protalaridris)+(Basiceros+(Octostruma+(Eurhopalothrix+Talaridris)))).

### Список видов
- Rhopalothrix amati (Fiorentino, Tocora & Fernández, 2022)[8][9]
  - =Eurhopalothrix amati
- Rhopalothrix andersoni Longino & Boudinot, 2013[4]
- Rhopalothrix apertor Longino & Boudinot, 2013[4]
- Rhopalothrix atitlanica Longino & Boudinot, 2013[4]
- Rhopalothrix ciliata Mayr, 1870
- Rhopalothrix diadema Brown & Kempf, 1960
- Rhopalothrix isthmica (Weber, 1941)
- Rhopalothrix kusnezovi Brown & Kempf, 1960
- Rhopalothrix mandibularis  Guerrero & Grajales, 2024[9]
- Rhopalothrix mariaemirae  Tocora, Fiorentino & Fernández, 2024[9]
- Rhopalothrix megisthmica Longino & Boudinot, 2013[4]
- Rhopalothrix nubilosa Longino & Boudinot, 2013[4]
- Rhopalothrix orbis Taylor, 1968
- Rhopalothrix plaumanni Brown & Kempf, 1960
- Rhopalothrix stannardi Brown & Kempf, 1960
- Rhopalothrix subspatulata Longino & Boudinot, 2013[4]
- Rhopalothrix therion Longino & Boudinot, 2013[4]
- Rhopalothrix triumphalis Longino & Boudinot, 2013[4]
- Rhopalothrix weberi Brown & Kempf, 1960